# Парламент Эсватини
Парламент Эсватини (свати Libandla) — высший орган законодательной власти Королевства Эсватини. Парламент состоит из двух палат:
- Верхняя палата: Сенат (свати Indlu yeTimphunga);
- Нижняя палата: Палата собрания (свати Indlu Yemhlangano).

Палаты парламента расположены в Лобамбе.
Парламент был создан в 1967 году, когда был распущен Законодательный совет Свазиленда и в соответствии с новой Конституцией был учрежден двухпалатный парламент.

## Состав
Сенат в состоит из не более чем 31 члена, из которых 20 назначаются королем, а остальные — нижней палатой. Палата собрания состоит из не более чем 76 членов, которые избираются на пятилетний срок. Десять из них избираются непосредственно королем, а остальные избираются в два тура.

## Функции
Парламент имеет очень слабый контроль над правительством. Премьер-министр и его министры назначаются королем без консультаций с законодательным органом. Хотя в принципе Конституция позволяет парламенту выносить вотум недоверия правительству, на практике это положение не всегда соблюдается. Король может распустить парламент по своему усмотрению и применить свое вето к любому закону, принятому законодателями.